# 황학 (학문)

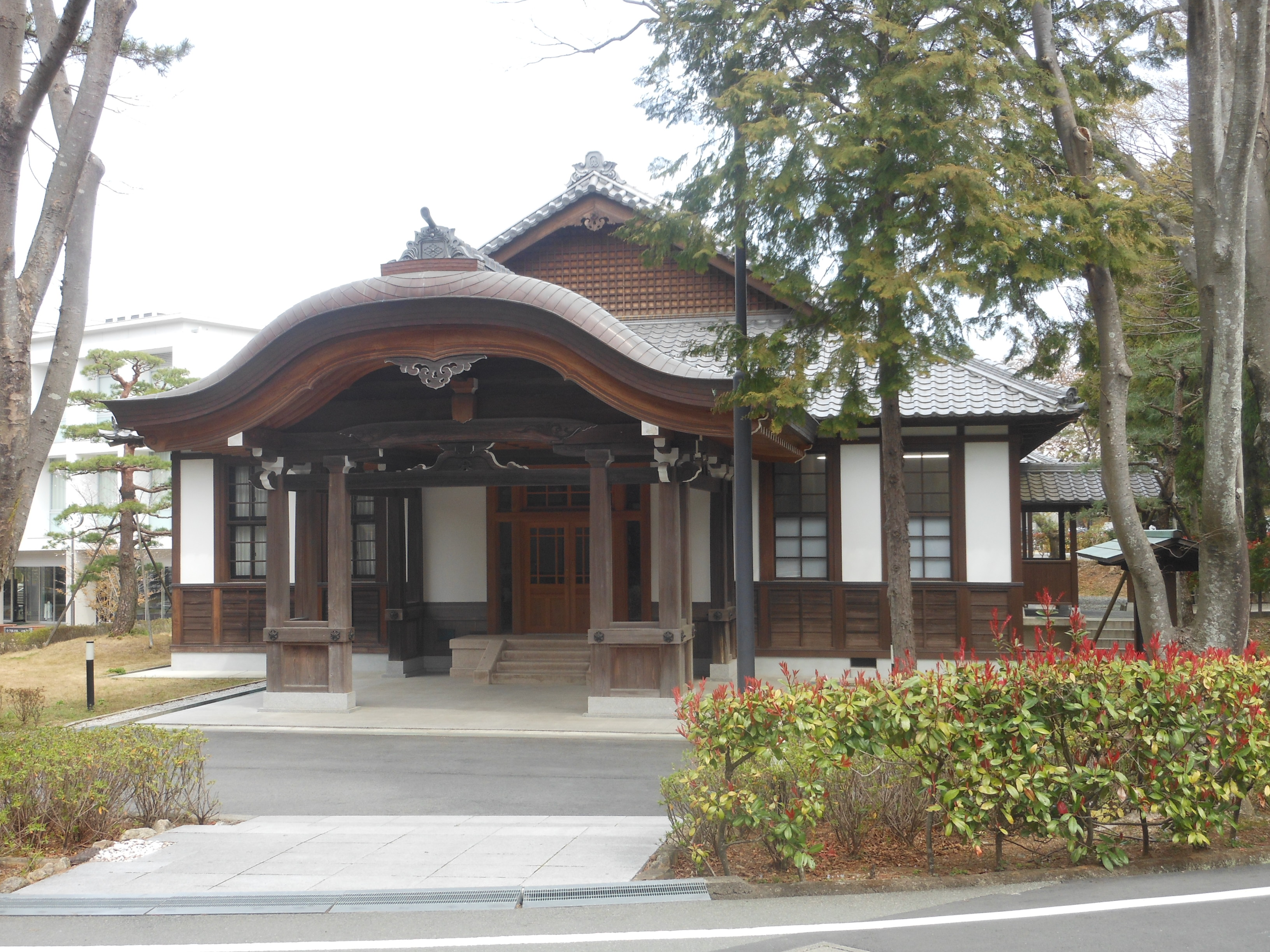
황학관대학 기념관

황학(皇學)은 황대어학(皇大御學)의 약칭. 고사기, 일본서기, 연희식 축사(延喜式祝詞)의 신전(神典)을 정밀하게 탐구함으로써 일본의 본래의 모습과 정신을 계시 학문 것. 일본 국학의 것과 유사되지만, 보다 전문적인 학문이다. 순수하게 일본의 독자적인 학문입니다.